# Helmholtzova–Kelvinova kontrakce
Helmholtzova-Kelvinova kontrakce nebo také Kelvin-Helmholtzův mechanismus je astrofyzikální proces vzniku tepelné energie u planet a hvězd jejich stálým gravitačním smršťováním. Tento proces pravděpodobně probíhá u plynné planety sluneční soustavy Jupitera. Dříve se předpokládalo, že také u Saturnu, ale dnes se vysvětluje vyzařování vyšší tepelné energie této planety jinými procesy. Vznikat by měl také u hnědých trpaslíků, hvězd jejichž hmotnost není dostatečná pro zapálení termonukleárních reakcí. Tento mechanismus byl navržen v roce 1854 Helmholtzem a měl vysvětlovat zdroj energie Slunce. Nezávisle na něm tuto teorii vypracoval v roce 1861 i lord Kelvin. Podle jeho výpočtů Slunce zářilo od svého vzniku asi 20 milionů let a mělo zářit ještě asi 6 milionů let. Tyto hodnoty však byly velmi krátké ve srovnání s hodnotami stáří Země, které určili v té době geologové a přírodovědci. Skutečný zdroj sluneční energie tak zůstal neznámý až do roku 1930, kdy Hans Bethe a Charles L. Critchfield vysvětlili vznik energie hvězd nukleární fúzí.

## Velikost energie, která by byla uvolňována Kelvin-Helmholzovým mechanismem u Slunce

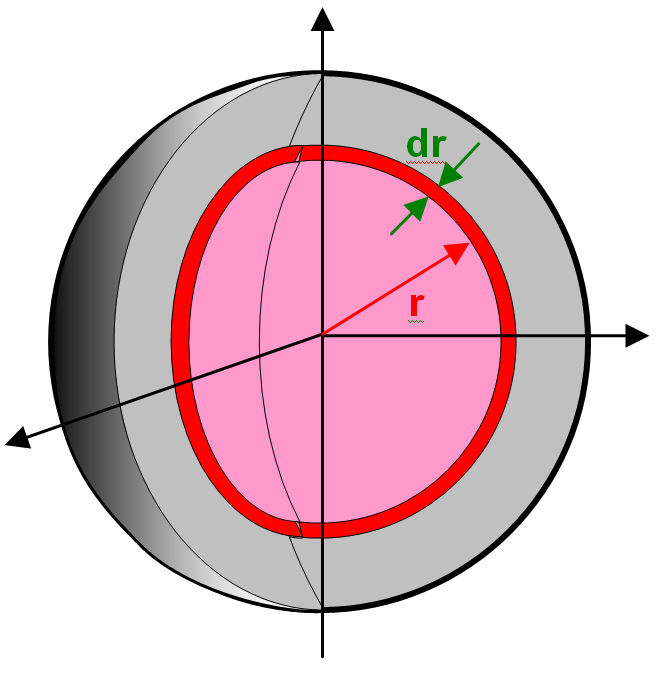

Pro výpočet celkové energie si Slunce představíme jako dokonalou kouli složenou z koncentrických kulových sfér. Gravitační potenciální energie je pak integrálem přes všechny sféry od centra po vnější poloměr.
Gravitační potenciální energie je v Newtonově mechanice definována jako:
{\displaystyle U=-G{\frac {m_{1}m_{2}}{r}}} , kde G je gravitační konstanta, m1 je hmotnost části od středu až po poloměr r (závisí tedy na poloměru r, {\displaystyle m_{1}=m(r)}) a m2 je hmotnost kulové vrstvy s tloušťkou dr. Při konstantní hustotě {\displaystyle \rho } materiálu, z něhož je tato část, platí {\displaystyle m_{2}=4\pi r^{2}\rho dr}.
Po dosazení:
{\displaystyle U=-G\int _{0}^{R}{\frac {m(r)4\pi r^{2}\rho }{r}}\,dr}, kde R je vnější poloměr koule. Záměnou m(r) za vztah pro výpočet hmotnosti koule s hustotou {\displaystyle \rho } získáme:
{\displaystyle U=-G\int _{0}^{R}{\frac {4\pi r^{3}\rho 4\pi r^{2}\rho }{3r}}\,dr=-{\frac {16}{15}}G\pi ^{2}\rho ^{2}R^{5}}
Využitím vztahu pro celkovou hmotnost koule {\displaystyle M={\frac {4\pi r^{3}\rho }{3}}} získáme konečný vztah:
{\displaystyle U=-{\frac {3M^{2}G}{5R}}}
I když hustota Slunce není všude stejná, můžeme tento vztah využít pro hrubý odhad délky života Slunce, pokud by získávalo energii Kelvin-Helmholtzovým mechanismem. Budeme předpokládat konstantní zářivý výkon, hmotnost a poloměr Slunce. Podíl potenciální energie materiálu Slunce a jeho zářivého výkonu dává aktivní dobu života Slunce:
{\displaystyle {\frac {U}{L_{\bigodot }}}\approx {\frac {2.3\times 10^{41}\ \mathrm {J} }{4\times 10^{26}\ \mathrm {W} }}\approx 18220650\ \mathrm {let} }
Protože geologické stáří Země je mnohem větší než je tento výsledek, Kelvin-Helmholtzův mechanismus nemůže být zdrojem energie na Slunci.

## Helmholtzova-Kelvinova kontrakce u Jupiteru
Jupiter v současné době vyzařuje dvakrát tolik tepla než na něj dopadá ze Slunce. Aby byla tato energie uvolňována podobně jako na Slunci termojadernou reakcí, musel by být Jupiter přibližně 75× hmotnější. Aby v jeho nitru mohly probíhat alespoň deuteriové reakce, jako v nitru hnědých trpaslíků, musel by být asi 13× hmotnější. Nejchladnější známý hnědý trpaslík je asi 15-30 hmotnější než Jupiter.
Proto se předpokládá, že toto přídavné teplo vzniká Kelvin-Helmholtzovým mechanismem vlivem adiabatické kontrakce. Tento proces vede k planetárnímu smršťování rychlostí přibližně 3 cm za rok.

## Helmholtzova-Kelvinova kontrakce u Saturnu
Podobně jako Jupiter i Saturn vyzařuje více energie (např. v podobě tepla 1,78× více tepla než dostává od Slunce), což bylo dříve vysvětlováno Kelvin-Helmholtzovým mechanismem. Dnes se předpokládá, že je způsobeno nejspíše klesáním hélia do spodnějších vrstev v jeho atmosféře a dalšími procesy.